# 크로아티아 축구 국가대표 B팀
크로아티아 축구 국가대표팀 B팀은 크로아티아 축구 국가대표팀의 2군으로서 국제 축구 경기에서 크로아티아를 대표하며, 크로아티아의 축구를 총괄하는 기관인 크로아티아 축구 연맹(Croatian Football Federation)의 관리를 받는다.
크로아티아의 B팀은 지금까지 세 경기를 치렀는데, 모두 각 B팀과 친선 경기를 치렀다. 1993년 이탈리아와의 첫 경기는 3-1로 패했다. 크로아티아의 B팀은 1999년에 프랑스 와 경기를 펼쳤으나 2-0으로 패했으며, 2001년에 2-2 무승부로 끝난 경기에서 루마니아와의 경기를 마지막으로 현재는 더 이상 사용되고 있지 않다.

## 같이 보기
- 크로아티아 축구 국가대표팀
- 크로아티아 여자 축구 국가대표팀